# Романы (платформа)
«Романы» (бел. Раманы) — остановочный пункт электропоездов в Молодечненском районе. Расположена между станцией Дубравы и станцией Олехновичи.
Остановочный пункт расположен в д. Романы, рядом с д. Позняки, д. Вазгелы. Рядом с платформой расположены садоводческие товарищества, протекает река Уша.